# Chafariz do Cruzeiro (Quatro Ribeiras)
O Chafariz do Cruzeiro (Quatro Ribeiras) é um chafariz português localizado na freguesia das Quatro Ribeiras ao concelho da Praia da Vitória, ilha Terceira, Açores e faz parte do Inventário do Património Histórico e Religioso para o Plano Director Municipal da Praia da Vitória, e remonta ao Século XIX.
Trata-se de uma chafariz composto por um recinto murado com pia de lavagem de roupa e enquadrado por um pano de fundo formado por uma parede rectangular sendo apoiado num embasamento com ressaltos. Tem na sua parte superior uma cornija ou cimalha bastante saliente.
Ao centro do chafariz, em baixo, existe um florão onde se encontra inserida a bica de água corrente. Na parte superior do chafariz existe uma cartela de forma elíptica onde se lê a inscrição "O. P. / 1892" (Obras Públicas, 1892) e que se encontra envolvida por elementos evocativos vegetais desenhados em alto-relevo.
O tanque destinado aos animais tem uma base rectangular, e encontra-se encostado à parte anterior do chafariz.
Este chafariz é ainda enquadrado por duas paredes curvadas e rematadas por volutas.
tanto o chafariz como as paredes de enquadramento são construídos em alvenaria de pedra rebocada e caiada a cal branca, com excepção dos cunhais, do embasamento, do florão, da moldura da cartela e dos remates que são em cantaria de padra trabalhada e pintada de cor cinzenta.
À esquerda do chafariz situa-se o recinto murado com duas pias de lavagem de roupa. O muro é construído em alvenaria de pedra seca, parcialmente rebocada e caiada a cal branca.